# Eva Syková

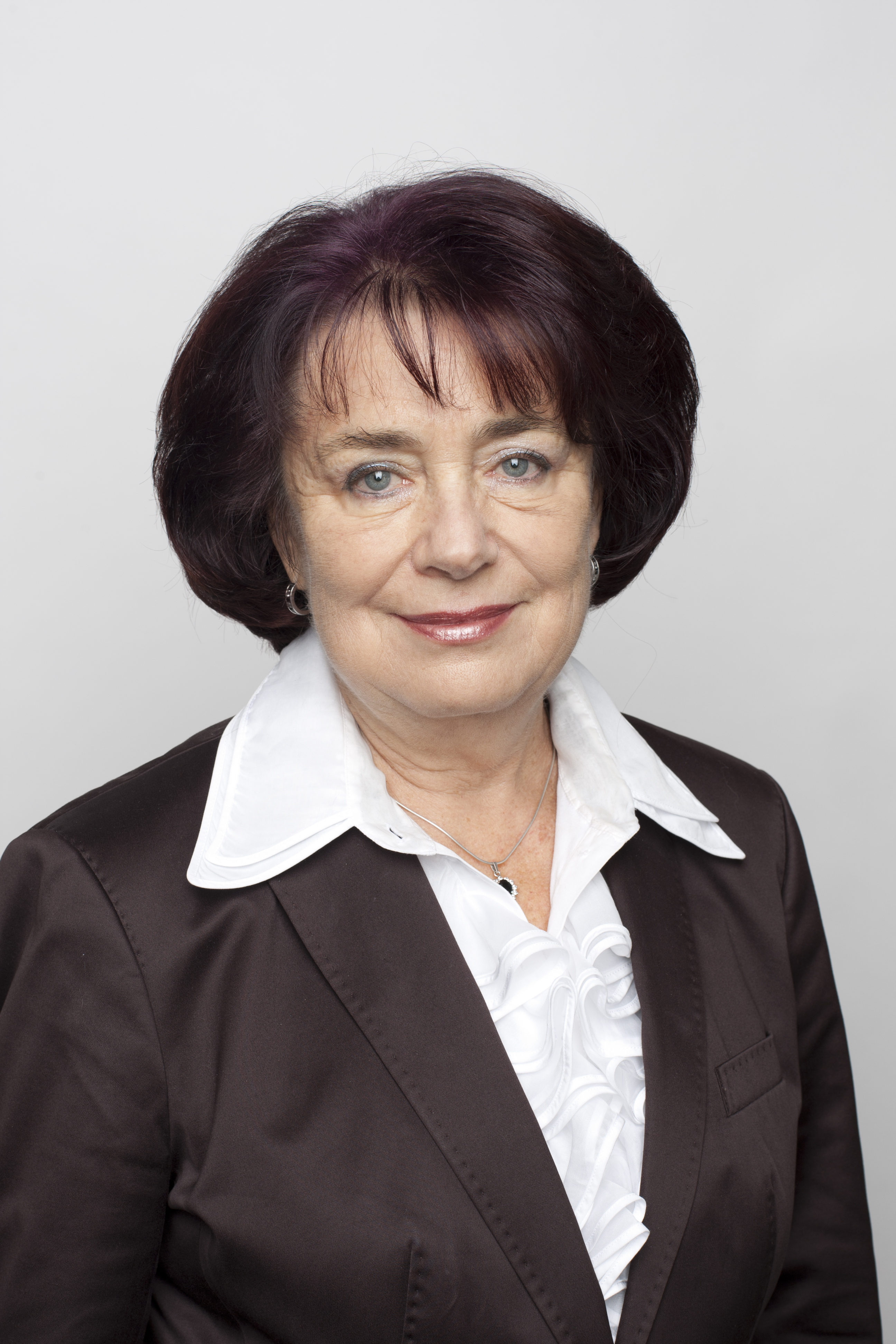
Eva Syková um 2012

Eva Syková (* 24. Juli 1944 in Rožmitál pod Třemšínem) ist eine tschechische Neurowissenschaftlerin.

## Wirken
Sykovás Forschung konzentriert sich auf die Ursprünge, Mechanismen und Wartung von ionischen und Volumen-Homöostase im Zentralnervensystem und die Rolle der extrasynaptischen Übertragung, Verletzungen des Rückenmarks. Sie führt derzeit mehrere klinische Studien durch, einschließlich einer Phase I / II-Studie bei Patienten mit Rückenmarksverletzungen sowie laufenden klinischen Studien an Patienten mit ALS und ischämischer Beinverletzung. Sie war Direktorin des Instituts für experimentelle Medizin der Akademie der Wissenschaften und Leiterin des Zentrums für Zelltherapie und Tissue Repair an der Karls-Universität in Prag. Seit 1999 ist sie ordentliches Mitglied der Academia Europaea. Syková ist Autorin von 421 Publikationen und Mitinhaberin von sieben Patenten mit einem H-Index von 50.
Von 2012 bis 2018 hatte Syková einen Sitz im Senat des Parlaments für den Wahlkreis Prag 4 inne.